# Estamos todos bien
«Estamos todos bien» es el segundo episodio de la cuarta temporada de la serie de televisión chilena Los 80 y el episodio 32 en general de la serie. Escrito por Rodrigo Cuevas y dirigido por Boris Quercia, el episodio se estrenó en Canal 13 el 23 de octubre de 2011

## Desarrollo

### Trama
El episodio se sitúa entre 10 al 13 de abril de 1986; después de su abrazo de reencuentro, Claudia (Loreto Aravena) y su padre Juan (Daniel Muñoz) comparten un te; él le muestra fotos de la familia y le comenta los sentimientos de su madre Ana (Tamara Acosta), quien está muy sentida por lo ocurrido, por lo mismo piensa incluso en deshacerse de las cosas de Claudia para dejarle la habitación a la pequeña Anita. 
Claudia escucha un casete grabado por Félix (Lucas Escobar) que le llevó su padre, donde le cuenta todo lo que ha pasado, llenándola de emoción al escucharlo a él y a la pequeña Anita; mientras esto ocurría Gabriel (Mario Horton) intenta disculparse con Juan por lo sucedido y trata de explicar su intento por mantener al margen a Claudia de todo lo referente al Frente, sin embargo Juan no entró en conversación al estar aún con rabia. Gabriel es informado por Nicolas de que agentes de la CNI siguieron a Juan desde Chile, lo que lleva al día siguiente a llevarlos a una emboscada, lo que produce un enfrentamiento entre ellos, del cual salvan.
En Chile, mientras tanto sigue la euforia por el avistamiento del Cometa Halley, es por esto que Don Genaro sigue con al idea de poder hacer funcionar un telescopio que compró para el momento, además de seguir discriminado y hablando mal de los Herrera, sin embargo, en la noche del paso del Cometa, recapacita en su actuar al ver que Félix es rechazado por otro compañero de colegio y decide no seguir con eso.
Juan finalmente regresa a Chile y le pide a Claudia que se cuide, y a Gabriel fríamente que la proteja; mientras lo ven irse, Gabriel le comunica a Claudia que tendrán que cambiarse de casa por seguridad. El capítulo finaliza mostrando como la vida de la familia avanza tras conocer como se encontraba Claudia en Argentina; Félix escucha un casete de respuesta de Claudia, Martin lee una carta escrita de su hermana y Ana decide no leer la carta que le envió, mientras quita sus cosas de la habitación para transformarla en la pieza de Anita. Juan por su parte acepta la propuesta de Don Farid para instalar la empresa de ropa institucional.

### Título
El título del episodio "Estamos todos bien" hace referencia a la frase de Juan a su hija, acerca de como se encuentra la familia Herrera tras su partida a Argentina.

## Música
La musicalización estuvo a cargo nuevamente de la banda argentina Sumo con la canción "Yo Quiero a Mi Bandera", "Los Dinosaurios" de Charly García, e introducen los inicios de la agrupación Los Fabulosos Cadillacs. El episodio finaliza con la canción "Los Momentos" del chileno Eduardo Gatti, canción icono de la música chilena.

## Recepción
El segundo episodio de la serie, emitido entre las 22:13 y las 23:38 horas obtuvo un promedio preliminar en cifras en línea de 27.7 puntos de índice de audiencia, con un peak de 35 puntos a las 23:36 y 23:37 horas. En esa misma franja, según los datos entregados por Canal 13, TVN consiguió 13.2, Mega 13.5, CHV 9.8, y La Red 1.9. Sin embargo en índice de audiencia definitivo, el episodio se alzó con 28.6 puntos de cuota de pantalla.